# Keishi Murakami
Keishi Murakami (村上 景司 Murakami Keishi?), född 14 september 2002 i Osaka prefektur, är en japansk fotbollsspelare.
Murakami började sin karriär 2019 i Gamba Osaka.